# Tour Saigon One
 (mars 2013).
La Tour IFC Saigon One est une tour en construction située au 34A vue Ton Duc Thang, 1er arrondissement, à Hô Chi Minh-Ville, au Viêt Nam. 

## Projet
La construction de la Tour Saigon One a coûté approximativement $228 millions USD.
Le bâtiment est une tour de 41 étages. La tour couvre 6 800 m2 au sol, sur la rive droite de la rivière de Saïgon. Une fois achevée, elle sera l'un des immeubles immobiliers les plus chers au Viêt Nam et le deuxième bâtiment le plus grand  à Hô Chi Minh-Ville après la tour financière Bitexco.
La construction de la tour démarre en 2007. En novembre 2012, la construction est presque terminé quand le projet est mise à l'arrêt.
C'est en 2022 que la société Viva Land reprend le projet, la construction est finalement achevée après 15 ans. 

## Bureau et supermarché au détail au Viêt Nam
De 2000-2007, le Viêt Nam a eu une croissance économique de 8-8,5 %, conduisant à une demande croissante de bureaux et d'espaces commerciaux dans les grandes villes comme Hô Chi Minh-Ville, Hanoï, Da Nang et Haïphong. 